# ديفيد موريل
ديفيد موريل (بالإنجليزية: David Morrell)‏ هو كاتب وأستاذ جامعي وكاتب سيناريو أمريكي، ولد في 24 أبريل 1943 في كيتشنر في كندا.

## وصلات خارجية
- الموقع الرسمي
- ديفيد موريل على موقع IMDb (الإنجليزية)
- ديفيد موريل على موقع قاعدة بيانات الفيلم (الإنجليزية)